# Sonata para flauta y piano (Poulenc)

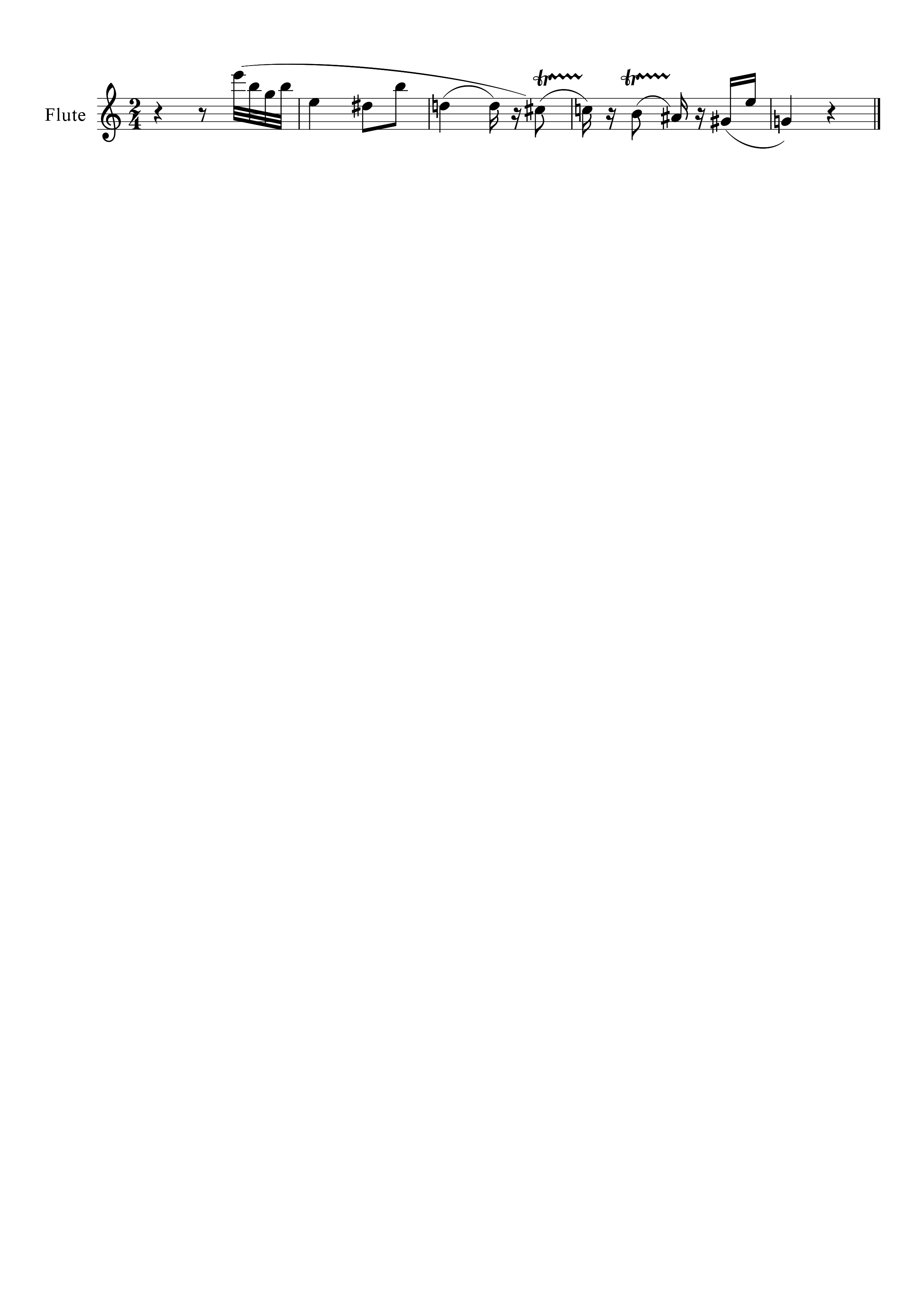
Poulenc Sonate pour flûte et piano

La Sonata para flauta y piano del compositor francés Francis Poulenc fue escrita en 1957. Está dedicada a la memoria de Elizabeth Sprague Coolidge, una mecenas estadounidense de música de cámara. Poulenc la compuso para el flautista Jean-Pierre Rampal y él mismo y Rampal ofrecieron el estreno de la obra en junio de 1957 en el Festival de Estrasburgo. Hoy en día es una de las obras más conocidas de Poulenc y forma una parte importante del repertorio para flauta del Siglo XX.

## Historia
Poulenc tuvo la idea de componer una sonata para flauta durante mucho tiempo, que se remonta hasta el año 1952 en una carta al barítono Pierre Bernac. Los años siguientes, Poulenc quiso reanudar el trabajo según mencionaba en sus cartas a su editor en 1953, 1955 y 1956.
Sin embargo se desconoce si la sonata planeada está relacionada con la sonata que finalmente se publicó. En abril de 1956, Harold Spivacke, el portavoz de la Fundación Coolidge de la Biblioteca del Congreso, escribió una carta a Poulenc para encargarle una pieza de música de cámara para una festival que tendría lugar en octubre de 1956. Poulenc rechazó el encargo dado que estaba acabando la orquestación de su ópera y el estreno en Milán estaba cercano. Spivacke de nuevo le ofreció el encargo en mayo y esta vez Poulenc le contestó en agosto que podría escribir algo para él dado que la ópera ya estaba lista. Él sugirió una sonata para flauta y piano, con la condición de que fuera interpretada por primera vez durante el Festival de Estrasburgo en junio de 1957.
Jean-Pierre Rampal se enteró de la sonata en una llamada de Poulenc. La ocasión se menciona en su autobiografía:

«Jean-Pierre,» dijo Poulenc: «¿no es verdad que siempre has querido que escribiera una sonata para flauta y piano? Bien, voy a hacerlo. ¡Y lo mejor de todo es que los estadounidenses van a pagar por ello! Me han encargado desde la Fundación Coolidge que escribiera una pieza de música de cámara en memoria de Elizabeth Coolidge. Yo nunca la conocí, así que pienso que la pieza es tuya».

Poulenc escribió la pieza en Cannes entre diciembre de 1956 y marzo de 1957 y el manuscrito completo fue enviado a la Biblioteca del Congreso el 7 de junio de 1957. El 17 de junio de 1957, tuvo lugar un estreno no oficial en el Festival de Estrasburgo por el compositor y Rampal - con tan sólo un espectador, Arthur Rubinstein, que solicitó escucharla un día antes del estreno oficial dado que tenía que marcharse.
El 16 de enero de 1958, Poulenc tocó la obra con Gareth Morris en una emisión de la BBC. El estreno tuvo lugar en al auditorio Coolidge de la Biblioteca del Congreso el 14 de febrero de 1959. Se sabe que fue un gran éxito.

## Estructura
La sonata está escrita en tres movimientos:
1. Allegretto malincolico
2. Cantilena: Assez lent
3. Presto giocoso